# Loma del Carmen, Cuichapa
Loma del Carmen är en ort i Mexiko.   Den ligger i kommunen Cuichapa och delstaten Veracruz, i den sydöstra delen av landet, 250 km öster om huvudstaden Mexico City. Loma del Carmen ligger 605 meter över havet och antalet invånare är 155.
Terrängen runt Loma del Carmen är huvudsakligen kuperad, men åt nordväst är den platt. Runt Loma del Carmen är det ganska tätbefolkat, med 116 invånare per kvadratkilometer. Närmaste större samhälle är Córdoba, 11,2 km norr om Loma del Carmen. I omgivningarna runt Loma del Carmen växer huvudsakligen savannskog.